# 堂·拜爾
唐納德·拜爾（英語：Don Beyer；1950年6月20日—）是美国的一位商人、外交官和政治人物。自2015年開始，他是維珍尼亞州第八國會選區選出的美國眾議院議員。他的黨籍是民主黨。
从2009年到2013年，他在巴拉克·奥巴马总统手下担任美国驻瑞士和列支敦士登大使。拜爾在2014年首次當選美國眾議院議員。